# Ходош, Виталий Семёнович
Виталий Семёнович Ходош (15 января 1945 — 12 мая 2016) — советский и российский композитор, заслуженный деятель искусств России, профессор кафедры теории музыки и композиции Ростовской консерватории, член Союза композиторов России.

## Биография
Родился на станции Пенек Чулымского района Новосибирской области. Обучение музыке начинал в Новосибирске: в 1962 году поступил в местное музыкальное училище в класс композиции Л. С. Агабалян, а тремя годами позже — в Новосибирскую консерваторию, где обучался композиции у профессора А. Ф. Мурова. Однако уже в 1967 году переехал в Ростов-на-Дону и продолжил обучение в Ростовском музыкально-педагогическом институте в классе профессоров Зейдмана и Клиничева. Дипломной работой стала опера «Золотой ключик» на основе сказки Алексея Толстого. В дальнейшем часто обращался к музыке для детей, причём как в оперном («Репка», «Курочка Ряба») и хоровом, так и инструментальном (концерт для фортепиано с оркестром «Лукоморье») жанрах.
После окончания вуза в 1970 году остался преподавать в классе композиции музыкально-педагогического института (в 1992 году преобразованного в консерваторию). Позднее стал профессором кафедры теории музыки и композиции, деканом нескольких факультетов консерватории, а в 2010 году был назначен заведующим кафедрой сольного пения. Десять его учеников впоследствии сами стали членами Союза композиторов России. Помимо преподавательской, вёл и организаторскую деятельность, в частности был заместителем председателя правления Ростовской композиторской организации.

## Творчество
Автор различных произведений в различных жанрах академической музыки, с фокусом на театральные и хоровые формы, значительное место в творчестве занимает музыка для детей. Творчество композитора чуждо авангарду и находится в русле «традиционной» классической музыки. При этом музыковед А. Цукер считает, что Ходошу «свойственна многоплановость, широта интересов, особый тип художественного мышления, для которого характерно стремление отразить жизнь в самых разнообразных её проявлениях, испытать радость творческого перевоплощения». Достаточно часто композитор обращался к произведениям Чехова: помимо трёх одноактных опер («Беззащитное существо», «Ведьма», «Медведь») в его творчестве есть и кантата «По прочтении „Архиерея“ А. П. Чехова». В 2009 году за создание этих произведений Ходош был удостоен Чеховской премии, учреждённой губернатором Ростовской области.
Произведения композитора исполняются в России и за рубежом: в 1999 году театр «Санкт-Петербург опера» осуществил постановку оперы «Беззащитное существо», а в 2008 году опера «Медведь» была показана Ростовским музыкальным театром на V конкурсе «Città di Pesaro» (Италия), где удостоилась специального диплома. В 2012 году тот же «Медведь» в значительно расширенной версии был показан в Краснодарском музыкальном театре в рамках проекта «Три века оперы. Молодые — молодым». Рассказывая о постановке, критики положительно оценивали вклад композитора: «музыка Ходоша трагичная и томная, лукавая и ироничная, медленная и неожиданно стремительная и страстная, резкая и мелодичная, уверенно ведет героев к счастливому концу. Композитор включает в оперу фрагменты из известной классической музыки <…> Но все вкрапления сделаны талантливо, и поэтому они органично вписываются в партитуру, придают ей широту, необходимую ироничность, а порой и эксцентричность, и жизненную достоверность».

## Семья
Жена Эвелина Яковлевна — профессор кафедры хорового дирижирования Ростовской консерватории, дочь — хормейстер.

## Произведения
Оперы
- «Золотой ключик» (1970)
- «Беззащитное существо» (1996)
- «Ведьма» (1998)
- «Медведь» (2006; 2013)

Оперетты
- «Сеанс чёрной магии» по «Плодам просвещения» Л. Толстого (1978)
- «Двенадцатая ночь» по У. Шекспиру (1986)

Балет
- «Сказка о попе и работнике его балде» (1999)

Инструментальные
- Концерт для скрипки с оркестром (1971)
- Concerto-grosso (1971)
- Камерная симфония (1973)
- Молодёжная симфониетта (1977)
- «Lacrimosa» для струнного оркестра (1988)
- Концерт для фортепиано с оркестром (1991)

Хоровые
- «Пять стихотворений М. Цветаевой» (1971)
- «Что ты, сердце мое, расходилося» — кантата на ст. А. Некрасова (1979)
- «Зорюшки-зори» — концерт для хора на ст. Л. Мея (1986)
- «По прочтении „Архиерея“ А. П. Чехова» — кантата (1994)
- «Лицейские песни» — кантата для солиста, хора и оркестра (1992)
- «Страсти по Анне» — поэма для чтеца, хора и струнного оркестра (по «Реквиему» А. Ахматовой, 2002)
- Вокальные циклы на стихи Ф. Кривина (1975), Кабира (1987), Н. Гумилёва (1996), А. Ахматовой (1997)

## Награды
Лауреат премии Губернатора Ростовской области им. А. П. Чехова, лауреат премии «Человек года — 2014» в номинации «композитор года», лауреат международного конкурса в Италии, а также областных конкурсов.

## Память
- В 2017 г. имя Виталия Семёновича Ходоша было присвоено ДШИ № 1 г. Ростова-на-Дону.
- В 2017 г. в Ростове-на-Дону учреждён и проводится Всероссийский открытый конкурс композиторов и хоровых дирижёров имени Виталия Ходоша.
- В декабре 2019 года в Ростове-на-Дону состоялся I Всероссийский детский конкурс-фестиваль имени Виталия Ходоша[9].
- Имя Виталия Ходоша присвоено одной из новых улиц донской столицы[10].